# Coulter Osborne
Coulter Arthur Anthony Osborne (Hamilton, 29 aprile 1934 – 19 aprile 2023) è stato un cestista canadese.

## Carriera
Con il Canada ha disputato i Giochi olimpici di Melbourne 1956, segnando 28 punti in 6 partite.